# Tour de Langkawi 2019
La 24.ª edición del Tour de Langkawi se celebró entre el 6 y el 13 de abril de 2019 con inicio en la ciudad de Kuala Lumpur y final en la ciudad de Kuah en Malasia. El recorrido consta de un total de 8 etapas sobre una distancia total de 1226,1 km.
La carrera hizo parte del circuito UCI Asia Tour 2019 dentro de la categoría 2.HC. El vencedor final fue el australiano Benjamin Dyball del Sapura seguido del estadounidense Keegan Swirbul del Floyd's y el kazajo Vadim Pronskiy del Vino-Astana Motors.

## Equipos participantes
Tomaron la partida un total de 22 equipos, de los cuales 4 son de categoría Profesional Continental, 16 de categoría Continental y 2 selecciones nacionales, quienes conformaron un pelotón de 131 ciclistas de los cuales terminaron 113. Los equipos participantes son:
| Equipos continentales profesionales (4)- Androni Giocattoli-Sidermec - Bardiani CSF - Gazprom-RusVelo - Neri Sottoli-Selle Italia-KTM Equipos continentales (16)- Brunei Continental - Customs Cycling Team - Floyd's Pro Cycling - Giant - Interpro Cycling Academy - KSPO-Bianchi Asia - Mitchelton-BikeExchange - Oliver's Real Food - Pro Racing Sunshine Coast - ProTouch - Shenzhen Xidesheng - St George Continental Cycling Team - Sapura - Team Ukyo - Terengganu Inc-TSG Cycling Team - Vino-Astana Motors Equipos nacionales (2)- Japón - Malasia |
| |

## Recorrido
| Etapa     | Fecha     | Recorrido                     | type             | Distancia (km) | Ganador           | Líder           |
| --------- | --------- | ----------------------------- | ---------------- | -------------- | ----------------- | --------------- |
| 1.ª etapa | 6 de abr  | Kuala Lumpur – Tampin         | etapa escarpada  | 176,9          | Marcus Culey      | Marcus Culey    |
| 2.ª etapa | 7 de abr  | Senawang – Malaca             | etapa escarpada  | 200,6          | Mohd Harrif Saleh | Marcus Culey    |
| 3.ª etapa | 8 de abr  | Muar – Putrajaya              | etapa llana      | 192,9          | Travis McCabe     | Travis McCabe   |
| 4.ª etapa | 9 de abr  | Shah Alam – Genting Highlands | etapa de montaña | 114,2          | Benjamin Dyball   | Benjamin Dyball |
| 5.ª etapa | 10 de abr | Tanjung Malim – Taiping       | etapa llana      | 200,1          | Matteo Pelucchi   | Benjamin Dyball |
| 6.ª etapa | 11 de abr | Bagan Datoh – Alor Setar      | etapa llana      | 130,8          | Matteo Pelucchi   | Benjamin Dyball |
| 7.ª etapa | 12 de abr | Pantai Cenang – Pantai Cenang | etapa llana      | 106,8          | Simone Bevilacqua | Benjamin Dyball |
| 8.ª etapa | 13 de abr | Dataran Lang – Kuah           | etapa escarpada  | 103,8          | Marco Benfatto    | Benjamin Dyball |

## Desarrollo de la carrera

### 1.ª etapa
| Kuala Lumpur - Tampin | etapa escarpada | (176,9 km) |

| \| Clasificación de la etapa \| Clasificación de la etapa \| Clasificación de la etapa \| Clasificación de la etapa \| Clasificación de la etapa \| \| Ciclista \| Ciclista \| Equipo \| Tiempo \| \| \| ------------------------- \| ------------------------- \| ---------------------------------- \| ------------------------- \| ------------------------- \| \| 1.º \| Marcus Culey \| Team Sapura Cycling \| 4 h 20 min 40 s \| \| \| 2.º \| Travis McCabe \| Floyd's Pro Cycling \| + 5 s \| \| \| 3.º \| Clint Hendricks \| ProTouch \| + 5 s \| \| \| 4.º \| Moreno Marchetti \| Neri Sottoli-Selle Italia-KTM \| + 5 s \| \| \| 5.º \| Michael Freiberg \| Pro Racing Sunshine Coast \| + 5 s \| \| \| 6.º \| Paolo Simion \| Bardiani CSF \| + 5 s \| \| \| 7.º \| Matthew Zenovich \| St George Continental Cycling Team \| + 5 s \| \| \| 8.º \| Nicolai Cherkasov \| Gazprom-RusVelo \| + 5 s \| \| \| 9.º \| Vladislav Kulikov \| Gazprom-RusVelo \| + 5 s \| \| \| 10.º \| Grigoriy Shtein \| Vino-Astana Motors \| + 5 s \| \| |                   |                                    |                 |
| |                   |                                    |                 |
| Fuente: ProCyclingStats |                   |                                    |                 |
| Clasificación de la etapa |                   |                                    |                 |
| Ciclista | Ciclista          | Equipo                             | Tiempo          |
| 1.º | Marcus Culey      | Team Sapura Cycling                | 4 h 20 min 40 s |
| 2.º | Travis McCabe     | Floyd's Pro Cycling                | + 5 s           |
| 3.º | Clint Hendricks   | ProTouch                           | + 5 s           |
| 4.º | Moreno Marchetti  | Neri Sottoli-Selle Italia-KTM      | + 5 s           |
| 5.º | Michael Freiberg  | Pro Racing Sunshine Coast          | + 5 s           |
| 6.º | Paolo Simion      | Bardiani CSF                       | + 5 s           |
| 7.º | Matthew Zenovich  | St George Continental Cycling Team | + 5 s           |
| 8.º | Nicolai Cherkasov | Gazprom-RusVelo                    | + 5 s           |
| 9.º | Vladislav Kulikov | Gazprom-RusVelo                    | + 5 s           |
| 10.º | Grigoriy Shtein   | Vino-Astana Motors                 | + 5 s           |

| \| Clasificación general \| Clasificación general \| Clasificación general \| Clasificación general \| Clasificación general \| \| Ciclista \| Ciclista \| Equipo \| Tiempo \| \| \| --------------------- \| --------------------- \| ---------------------------------- \| --------------------- \| --------------------- \| \| 1.º \| Marcus Culey \| Team Sapura Cycling \| 4 h 20 min 27 s \| \| \| 2.º \| Brendon Davids \| Oliver's Real Food Racing \| + 9 s \| \| \| 3.º \| Travis McCabe \| Floyd's Pro Cycling \| + 12 s \| \| \| 4.º \| Clint Hendricks \| ProTouch \| + 14 s \| \| \| 5.º \| Moreno Marchetti \| Neri Sottoli-Selle Italia-KTM \| + 18 s \| \| \| 6.º \| Michael Freiberg \| Pro Racing Sunshine Coast \| + 18 s \| \| \| 7.º \| Paolo Simion \| Bardiani CSF \| + 18 s \| \| \| 8.º \| Matthew Zenovich \| St George Continental Cycling Team \| + 18 s \| \| \| 9.º \| Nicolai Cherkasov \| Gazprom-RusVelo \| + 18 s \| \| \| 10.º \| Vladislav Kulikov \| Gazprom-RusVelo \| + 18 s \| \| |                   |                                    |                 |
| |                   |                                    |                 |
| Fuente: ProCyclingStats |                   |                                    |                 |
| Clasificación general |                   |                                    |                 |
| Ciclista | Ciclista          | Equipo                             | Tiempo          |
| 1.º | Marcus Culey      | Team Sapura Cycling                | 4 h 20 min 27 s |
| 2.º | Brendon Davids    | Oliver's Real Food Racing          | + 9 s           |
| 3.º | Travis McCabe     | Floyd's Pro Cycling                | + 12 s          |
| 4.º | Clint Hendricks   | ProTouch                           | + 14 s          |
| 5.º | Moreno Marchetti  | Neri Sottoli-Selle Italia-KTM      | + 18 s          |
| 6.º | Michael Freiberg  | Pro Racing Sunshine Coast          | + 18 s          |
| 7.º | Paolo Simion      | Bardiani CSF                       | + 18 s          |
| 8.º | Matthew Zenovich  | St George Continental Cycling Team | + 18 s          |
| 9.º | Nicolai Cherkasov | Gazprom-RusVelo                    | + 18 s          |
| 10.º | Vladislav Kulikov | Gazprom-RusVelo                    | + 18 s          |

### 2.ª etapa
| Senawang - Malaca | etapa escarpada | (200,6 km) |

| \| Clasificación de la etapa \| Clasificación de la etapa \| Clasificación de la etapa \| Clasificación de la etapa \| Clasificación de la etapa \| \| Ciclista \| Ciclista \| Equipo \| Tiempo \| \| \| ------------------------- \| ------------------------- \| ---------------------------------- \| ------------------------- \| ------------------------- \| \| 1.º \| Mohd Harrif Saleh \| Terengganu Inc-TSG Cycling Team \| 4 h 53 min 20 s \| \| \| 2.º \| Andrea Guardini \| Bardiani CSF \| + 0 s \| \| \| 3.º \| Kazushige Kuboki \| Japón \| + 0 s \| \| \| 4.º \| Marco Benfatto \| Androni Giocattoli-Sidermec \| + 0 s \| \| \| 5.º \| Zhiwen Chen \| Giant Cycling Team \| + 0 s \| \| \| 6.º \| Mamyr Stash \| Gazprom-RusVelo \| + 0 s \| \| \| 7.º \| Paolo Simion \| Bardiani CSF \| + 0 s \| \| \| 8.º \| Andri Kulyk \| Shenzhen Xidesheng \| + 0 s \| \| \| 9.º \| Blake Quick \| St George Continental Cycling Team \| + 0 s \| \| \| 10.º \| Jayde Julius \| ProTouch \| + 0 s \| \| |                   |                                    |                 |
| |                   |                                    |                 |
| Fuente: ProCyclingStats |                   |                                    |                 |
| Clasificación de la etapa |                   |                                    |                 |
| Ciclista | Ciclista          | Equipo                             | Tiempo          |
| 1.º | Mohd Harrif Saleh | Terengganu Inc-TSG Cycling Team    | 4 h 53 min 20 s |
| 2.º | Andrea Guardini   | Bardiani CSF                       | + 0 s           |
| 3.º | Kazushige Kuboki  | Japón                              | + 0 s           |
| 4.º | Marco Benfatto    | Androni Giocattoli-Sidermec        | + 0 s           |
| 5.º | Zhiwen Chen       | Giant Cycling Team                 | + 0 s           |
| 6.º | Mamyr Stash       | Gazprom-RusVelo                    | + 0 s           |
| 7.º | Paolo Simion      | Bardiani CSF                       | + 0 s           |
| 8.º | Andri Kulyk       | Shenzhen Xidesheng                 | + 0 s           |
| 9.º | Blake Quick       | St George Continental Cycling Team | + 0 s           |
| 10.º | Jayde Julius      | ProTouch                           | + 0 s           |

| \| Clasificación general \| Clasificación general \| Clasificación general \| Clasificación general \| Clasificación general \| \| Ciclista \| Ciclista \| Equipo \| Tiempo \| \| \| --------------------- \| --------------------- \| ----------------------------- \| --------------------- \| --------------------- \| \| 1.º \| Marcus Culey \| Team Sapura Cycling \| 9 h 13 min 47 s \| \| \| 2.º \| Brendon Davids \| Oliver's Real Food Racing \| + 9 s \| \| \| 3.º \| Travis McCabe \| Floyd's Pro Cycling \| + 12 s \| \| \| 4.º \| Michael Freiberg \| Pro Racing Sunshine Coast \| + 13 s \| \| \| 5.º \| Clint Hendricks \| ProTouch \| + 14 s \| \| \| 6.º \| Kim Ji-hun \| KSPO-Bianchi Asia \| + 16 s \| \| \| 7.º \| Paolo Simion \| Bardiani CSF \| + 18 s \| \| \| 8.º \| Moreno Marchetti \| Neri Sottoli-Selle Italia-KTM \| + 18 s \| \| \| 9.º \| Jayde Julius \| ProTouch \| + 18 s \| \| \| 10.º \| Alistair Donohoe \| Pro Racing Sunshine Coast \| + 18 s \| \| |                  |                               |                 |
| |                  |                               |                 |
| Fuente: ProCyclingStats |                  |                               |                 |
| Clasificación general |                  |                               |                 |
| Ciclista | Ciclista         | Equipo                        | Tiempo          |
| 1.º | Marcus Culey     | Team Sapura Cycling           | 9 h 13 min 47 s |
| 2.º | Brendon Davids   | Oliver's Real Food Racing     | + 9 s           |
| 3.º | Travis McCabe    | Floyd's Pro Cycling           | + 12 s          |
| 4.º | Michael Freiberg | Pro Racing Sunshine Coast     | + 13 s          |
| 5.º | Clint Hendricks  | ProTouch                      | + 14 s          |
| 6.º | Kim Ji-hun       | KSPO-Bianchi Asia             | + 16 s          |
| 7.º | Paolo Simion     | Bardiani CSF                  | + 18 s          |
| 8.º | Moreno Marchetti | Neri Sottoli-Selle Italia-KTM | + 18 s          |
| 9.º | Jayde Julius     | ProTouch                      | + 18 s          |
| 10.º | Alistair Donohoe | Pro Racing Sunshine Coast     | + 18 s          |

### 3.ª etapa
| Muar - Putrajaya | etapa llana | (192,9 km) |

| \| Clasificación de la etapa \| Clasificación de la etapa \| Clasificación de la etapa \| Clasificación de la etapa \| Clasificación de la etapa \| \| Ciclista \| Ciclista \| Equipo \| Tiempo \| \| \| ------------------------- \| ------------------------- \| ---------------------------------- \| ------------------------- \| ------------------------- \| \| 1.º \| Travis McCabe \| Floyd's Pro Cycling \| 4 h 49 min 39 s \| \| \| 2.º \| Matteo Pelucchi \| Androni Giocattoli-Sidermec \| + 2 s \| \| \| 3.º \| Andrea Guardini \| Bardiani CSF \| + 2 s \| \| \| 4.º \| Mohd Harrif Saleh \| Terengganu Inc-TSG Cycling Team \| + 2 s \| \| \| 5.º \| Kazushige Kuboki \| Japón \| + 2 s \| \| \| 6.º \| Zhiwen Chen \| Giant Cycling Team \| + 2 s \| \| \| 7.º \| Māris Bogdanovičs \| Interpro Cycling Academy \| + 2 s \| \| \| 8.º \| Andri Kulyk \| Shenzhen Xidesheng \| + 2 s \| \| \| 9.º \| Blake Quick \| St George Continental Cycling Team \| + 2 s \| \| \| 10.º \| Michael Freiberg \| Pro Racing Sunshine Coast \| + 2 s \| \| |                   |                                    |                 |
| |                   |                                    |                 |
| Fuente: ProCyclingStats |                   |                                    |                 |
| Clasificación de la etapa |                   |                                    |                 |
| Ciclista | Ciclista          | Equipo                             | Tiempo          |
| 1.º | Travis McCabe     | Floyd's Pro Cycling                | 4 h 49 min 39 s |
| 2.º | Matteo Pelucchi   | Androni Giocattoli-Sidermec        | + 2 s           |
| 3.º | Andrea Guardini   | Bardiani CSF                       | + 2 s           |
| 4.º | Mohd Harrif Saleh | Terengganu Inc-TSG Cycling Team    | + 2 s           |
| 5.º | Kazushige Kuboki  | Japón                              | + 2 s           |
| 6.º | Zhiwen Chen       | Giant Cycling Team                 | + 2 s           |
| 7.º | Māris Bogdanovičs | Interpro Cycling Academy           | + 2 s           |
| 8.º | Andri Kulyk       | Shenzhen Xidesheng                 | + 2 s           |
| 9.º | Blake Quick       | St George Continental Cycling Team | + 2 s           |
| 10.º | Michael Freiberg  | Pro Racing Sunshine Coast          | + 2 s           |

| \| Clasificación general \| Clasificación general \| Clasificación general \| Clasificación general \| Clasificación general \| \| Ciclista \| Ciclista \| Equipo \| Tiempo \| \| \| --------------------- \| --------------------- \| ------------------------- \| --------------------- \| --------------------- \| \| 1.º \| Travis McCabe \| Floyd's Pro Cycling \| 14 h 03 min 28 s \| \| \| 2.º \| Marcus Culey \| Team Sapura Cycling \| + 4 s \| \| \| 3.º \| Michael Freiberg \| Pro Racing Sunshine Coast \| + 13 s \| \| \| 4.º \| Sofian Nabil Bakri \| Malasia \| + 13 s \| \| \| 5.º \| Brendon Davids \| Oliver's Real Food Racing \| + 13 s \| \| \| 6.º \| Clint Hendricks \| ProTouch \| + 14 s \| \| \| 7.º \| Paolo Simion \| Bardiani CSF \| + 18 s \| \| \| 8.º \| Jayde Julius \| ProTouch \| + 18 s \| \| \| 9.º \| Nicolai Cherkasov \| Gazprom-RusVelo \| + 18 s \| \| \| 10.º \| Robbie Hucker \| Team Ukyo \| + 18 s \| \| |                    |                           |                  |
| |                    |                           |                  |
| Fuente: ProCyclingStats |                    |                           |                  |
| Clasificación general |                    |                           |                  |
| Ciclista | Ciclista           | Equipo                    | Tiempo           |
| 1.º | Travis McCabe      | Floyd's Pro Cycling       | 14 h 03 min 28 s |
| 2.º | Marcus Culey       | Team Sapura Cycling       | + 4 s            |
| 3.º | Michael Freiberg   | Pro Racing Sunshine Coast | + 13 s           |
| 4.º | Sofian Nabil Bakri | Malasia                   | + 13 s           |
| 5.º | Brendon Davids     | Oliver's Real Food Racing | + 13 s           |
| 6.º | Clint Hendricks    | ProTouch                  | + 14 s           |
| 7.º | Paolo Simion       | Bardiani CSF              | + 18 s           |
| 8.º | Jayde Julius       | ProTouch                  | + 18 s           |
| 9.º | Nicolai Cherkasov  | Gazprom-RusVelo           | + 18 s           |
| 10.º | Robbie Hucker      | Team Ukyo                 | + 18 s           |

### 4.ª etapa
| Shah Alam - Genting Highlands | etapa de montaña | (114,2 km) |

| \| Clasificación de la etapa \| Clasificación de la etapa \| Clasificación de la etapa \| Clasificación de la etapa \| Clasificación de la etapa \| \| Ciclista \| Ciclista \| Equipo \| Tiempo \| \| \| ------------------------- \| ------------------------- \| ----------------------------- \| ------------------------- \| ------------------------- \| \| 1.º \| Benjamin Dyball \| Team Sapura Cycling \| 3 h 22 min 02 s \| \| \| 2.º \| Hernán Aguirre \| Interpro Cycling Academy \| + 23 s \| \| \| 3.º \| Keegan Swirbul \| Floyd's Pro Cycling \| + 44 s \| \| \| 4.º \| Vadim Pronskiy \| Vino-Astana Motors \| + 59 s \| \| \| 5.º \| Nariyuki Masuda \| Japón \| + 1 min 19 s \| \| \| 6.º \| Nicolai Cherkasov \| Gazprom-RusVelo \| + 1 min 34 s \| \| \| 7.º \| Sam Crome \| Team Ukyo \| + 1 min 56 s \| \| \| 8.º \| Luca Raggio \| Neri Sottoli-Selle Italia-KTM \| + 2 min 11 s \| \| \| 9.º \| Alessandro Bisolti \| Androni Giocattoli-Sidermec \| + 2 min 18 s \| \| \| 10.º \| Freddy Ovett \| Pro Racing Sunshine Coast \| + 2 min 21 s \| \| |                    |                               |                 |
| |                    |                               |                 |
| Fuente: ProCyclingStats |                    |                               |                 |
| Clasificación de la etapa |                    |                               |                 |
| Ciclista | Ciclista           | Equipo                        | Tiempo          |
| 1.º | Benjamin Dyball    | Team Sapura Cycling           | 3 h 22 min 02 s |
| 2.º | Hernán Aguirre     | Interpro Cycling Academy      | + 23 s          |
| 3.º | Keegan Swirbul     | Floyd's Pro Cycling           | + 44 s          |
| 4.º | Vadim Pronskiy     | Vino-Astana Motors            | + 59 s          |
| 5.º | Nariyuki Masuda    | Japón                         | + 1 min 19 s    |
| 6.º | Nicolai Cherkasov  | Gazprom-RusVelo               | + 1 min 34 s    |
| 7.º | Sam Crome          | Team Ukyo                     | + 1 min 56 s    |
| 8.º | Luca Raggio        | Neri Sottoli-Selle Italia-KTM | + 2 min 11 s    |
| 9.º | Alessandro Bisolti | Androni Giocattoli-Sidermec   | + 2 min 18 s    |
| 10.º | Freddy Ovett       | Pro Racing Sunshine Coast     | + 2 min 21 s    |

| \| Clasificación general \| Clasificación general \| Clasificación general \| Clasificación general \| Clasificación general \| \| Ciclista \| Ciclista \| Equipo \| Tiempo \| \| \| --------------------- \| --------------------- \| --------------------------- \| --------------------- \| --------------------- \| \| 1.º \| Benjamin Dyball \| Team Sapura Cycling \| 17 h 25 min 42 s \| \| \| 2.º \| Hernán Aguirre \| Interpro Cycling Academy \| + 27 s \| \| \| 3.º \| Keegan Swirbul \| Floyd's Pro Cycling \| + 50 s \| \| \| 4.º \| Vadim Pronskiy \| Vino-Astana Motors \| + 1 min 05 s \| \| \| 5.º \| Nariyuki Masuda \| Japón \| + 1 min 29 s \| \| \| 6.º \| Nicolai Cherkasov \| Gazprom-RusVelo \| + 1 min 40 s \| \| \| 7.º \| Sam Crome \| Team Ukyo \| + 2 min 06 s \| \| \| 8.º \| Alessandro Bisolti \| Androni Giocattoli-Sidermec \| + 2 min 28 s \| \| \| 9.º \| Freddy Ovett \| Pro Racing Sunshine Coast \| + 2 min 31 s \| \| \| 10.º \| Serghei Țvetcov \| Floyd's Pro Cycling \| + 2 min 42 s \| \| |                    |                             |                  |
| |                    |                             |                  |
| Fuente: ProCyclingStats |                    |                             |                  |
| Clasificación general |                    |                             |                  |
| Ciclista | Ciclista           | Equipo                      | Tiempo           |
| 1.º | Benjamin Dyball    | Team Sapura Cycling         | 17 h 25 min 42 s |
| 2.º | Hernán Aguirre     | Interpro Cycling Academy    | + 27 s           |
| 3.º | Keegan Swirbul     | Floyd's Pro Cycling         | + 50 s           |
| 4.º | Vadim Pronskiy     | Vino-Astana Motors          | + 1 min 05 s     |
| 5.º | Nariyuki Masuda    | Japón                       | + 1 min 29 s     |
| 6.º | Nicolai Cherkasov  | Gazprom-RusVelo             | + 1 min 40 s     |
| 7.º | Sam Crome          | Team Ukyo                   | + 2 min 06 s     |
| 8.º | Alessandro Bisolti | Androni Giocattoli-Sidermec | + 2 min 28 s     |
| 9.º | Freddy Ovett       | Pro Racing Sunshine Coast   | + 2 min 31 s     |
| 10.º | Serghei Țvetcov    | Floyd's Pro Cycling         | + 2 min 42 s     |

### 5.ª etapa
| Tanjung Malim - Taiping | etapa llana | (200,1 km) |

| \| Clasificación de la etapa \| Clasificación de la etapa \| Clasificación de la etapa \| Clasificación de la etapa \| Clasificación de la etapa \| \| Ciclista \| Ciclista \| Equipo \| Tiempo \| \| \| ------------------------- \| ------------------------- \| ---------------------------------- \| ------------------------- \| ------------------------- \| \| 1.º \| Matteo Pelucchi \| Androni Giocattoli-Sidermec \| 4 h 27 min 11 s \| \| \| 2.º \| Blake Quick \| St George Continental Cycling Team \| + 0 s \| \| \| 3.º \| Travis McCabe \| Floyd's Pro Cycling \| + 0 s \| \| \| 4.º \| Mohd Harrif Saleh \| Terengganu Inc-TSG Cycling Team \| + 0 s \| \| \| 5.º \| Michael Bresciani \| Bardiani CSF \| + 0 s \| \| \| 6.º \| Māris Bogdanovičs \| Interpro Cycling Academy \| + 0 s \| \| \| 7.º \| Clint Hendricks \| ProTouch \| + 0 s \| \| \| 8.º \| Grigoriy Shtein \| Vino-Astana Motors \| + 0 s \| \| \| 9.º \| Craig Wiggins \| St George Continental Cycling Team \| + 0 s \| \| \| 10.º \| Jayde Julius \| ProTouch \| + 0 s \| \| |                   |                                    |                 |
| |                   |                                    |                 |
| Fuente: ProCyclingStats |                   |                                    |                 |
| Clasificación de la etapa |                   |                                    |                 |
| Ciclista | Ciclista          | Equipo                             | Tiempo          |
| 1.º | Matteo Pelucchi   | Androni Giocattoli-Sidermec        | 4 h 27 min 11 s |
| 2.º | Blake Quick       | St George Continental Cycling Team | + 0 s           |
| 3.º | Travis McCabe     | Floyd's Pro Cycling                | + 0 s           |
| 4.º | Mohd Harrif Saleh | Terengganu Inc-TSG Cycling Team    | + 0 s           |
| 5.º | Michael Bresciani | Bardiani CSF                       | + 0 s           |
| 6.º | Māris Bogdanovičs | Interpro Cycling Academy           | + 0 s           |
| 7.º | Clint Hendricks   | ProTouch                           | + 0 s           |
| 8.º | Grigoriy Shtein   | Vino-Astana Motors                 | + 0 s           |
| 9.º | Craig Wiggins     | St George Continental Cycling Team | + 0 s           |
| 10.º | Jayde Julius      | ProTouch                           | + 0 s           |

| \| Clasificación general \| Clasificación general \| Clasificación general \| Clasificación general \| Clasificación general \| \| Ciclista \| Ciclista \| Equipo \| Tiempo \| \| \| --------------------- \| --------------------- \| --------------------------- \| --------------------- \| --------------------- \| \| 1.º \| Benjamin Dyball \| Team Sapura Cycling \| 21 h 52 min 53 s \| \| \| 2.º \| Hernán Aguirre \| Interpro Cycling Academy \| + 27 s \| \| \| 3.º \| Keegan Swirbul \| Floyd's Pro Cycling \| + 50 s \| \| \| 4.º \| Vadim Pronskiy \| Vino-Astana Motors \| + 1 min 05 s \| \| \| 5.º \| Nariyuki Masuda \| Japón \| + 1 min 29 s \| \| \| 6.º \| Nicolai Cherkasov \| Gazprom-RusVelo \| + 1 min 40 s \| \| \| 7.º \| Sam Crome \| Team Ukyo \| + 2 min 06 s \| \| \| 8.º \| Alessandro Bisolti \| Androni Giocattoli-Sidermec \| + 2 min 28 s \| \| \| 9.º \| Freddy Ovett \| Pro Racing Sunshine Coast \| + 2 min 31 s \| \| \| 10.º \| Travis McCabe \| Floyd's Pro Cycling \| + 2 min 38 s \| \| |                    |                             |                  |
| |                    |                             |                  |
| Fuente: ProCyclingStats |                    |                             |                  |
| Clasificación general |                    |                             |                  |
| Ciclista | Ciclista           | Equipo                      | Tiempo           |
| 1.º | Benjamin Dyball    | Team Sapura Cycling         | 21 h 52 min 53 s |
| 2.º | Hernán Aguirre     | Interpro Cycling Academy    | + 27 s           |
| 3.º | Keegan Swirbul     | Floyd's Pro Cycling         | + 50 s           |
| 4.º | Vadim Pronskiy     | Vino-Astana Motors          | + 1 min 05 s     |
| 5.º | Nariyuki Masuda    | Japón                       | + 1 min 29 s     |
| 6.º | Nicolai Cherkasov  | Gazprom-RusVelo             | + 1 min 40 s     |
| 7.º | Sam Crome          | Team Ukyo                   | + 2 min 06 s     |
| 8.º | Alessandro Bisolti | Androni Giocattoli-Sidermec | + 2 min 28 s     |
| 9.º | Freddy Ovett       | Pro Racing Sunshine Coast   | + 2 min 31 s     |
| 10.º | Travis McCabe      | Floyd's Pro Cycling         | + 2 min 38 s     |

### 6.ª etapa
| Bagan Datoh - Alor Setar | etapa llana | (130,8 km) |

| \| Clasificación de la etapa \| Clasificación de la etapa \| Clasificación de la etapa \| Clasificación de la etapa \| Clasificación de la etapa \| \| Ciclista \| Ciclista \| Equipo \| Tiempo \| \| \| ------------------------- \| ------------------------- \| ---------------------------------- \| ------------------------- \| ------------------------- \| \| 1.º \| Matteo Pelucchi \| Androni Giocattoli-Sidermec \| 2 h 47 min 19 s \| \| \| 2.º \| Youcef Reguigui \| Terengganu Inc-TSG Cycling Team \| + 0 s \| \| \| 3.º \| Mohd Harrif Saleh \| Terengganu Inc-TSG Cycling Team \| + 0 s \| \| \| 4.º \| Craig Wiggins \| St George Continental Cycling Team \| + 0 s \| \| \| 5.º \| Travis McCabe \| Floyd's Pro Cycling \| + 0 s \| \| \| 6.º \| Māris Bogdanovičs \| Interpro Cycling Academy \| + 0 s \| \| \| 7.º \| Marco Benfatto \| Androni Giocattoli-Sidermec \| + 0 s \| \| \| 8.º \| Andri Kulyk \| Shenzhen Xidesheng \| + 0 s \| \| \| 9.º \| Calvin Beneke \| ProTouch \| + 0 s \| \| \| 10.º \| Kazushige Kuboki \| Japón \| + 0 s \| \| |                   |                                    |                 |
| |                   |                                    |                 |
| Fuente: ProCyclingStats |                   |                                    |                 |
| Clasificación de la etapa |                   |                                    |                 |
| Ciclista | Ciclista          | Equipo                             | Tiempo          |
| 1.º | Matteo Pelucchi   | Androni Giocattoli-Sidermec        | 2 h 47 min 19 s |
| 2.º | Youcef Reguigui   | Terengganu Inc-TSG Cycling Team    | + 0 s           |
| 3.º | Mohd Harrif Saleh | Terengganu Inc-TSG Cycling Team    | + 0 s           |
| 4.º | Craig Wiggins     | St George Continental Cycling Team | + 0 s           |
| 5.º | Travis McCabe     | Floyd's Pro Cycling                | + 0 s           |
| 6.º | Māris Bogdanovičs | Interpro Cycling Academy           | + 0 s           |
| 7.º | Marco Benfatto    | Androni Giocattoli-Sidermec        | + 0 s           |
| 8.º | Andri Kulyk       | Shenzhen Xidesheng                 | + 0 s           |
| 9.º | Calvin Beneke     | ProTouch                           | + 0 s           |
| 10.º | Kazushige Kuboki  | Japón                              | + 0 s           |

| \| Clasificación general \| Clasificación general \| Clasificación general \| Clasificación general \| Clasificación general \| \| Ciclista \| Ciclista \| Equipo \| Tiempo \| \| \| --------------------- \| --------------------- \| --------------------------- \| --------------------- \| --------------------- \| \| 1.º \| Benjamin Dyball \| Team Sapura Cycling \| 24 h 40 min 12 s \| \| \| 2.º \| Hernán Aguirre \| Interpro Cycling Academy \| + 27 s \| \| \| 3.º \| Keegan Swirbul \| Floyd's Pro Cycling \| + 50 s \| \| \| 4.º \| Vadim Pronskiy \| Vino-Astana Motors \| + 1 min 05 s \| \| \| 5.º \| Nariyuki Masuda \| Japón \| + 1 min 29 s \| \| \| 6.º \| Nicolai Cherkasov \| Gazprom-RusVelo \| + 1 min 40 s \| \| \| 7.º \| Sam Crome \| Team Ukyo \| + 2 min 06 s \| \| \| 8.º \| Alessandro Bisolti \| Androni Giocattoli-Sidermec \| + 2 min 28 s \| \| \| 9.º \| Freddy Ovett \| Pro Racing Sunshine Coast \| + 2 min 31 s \| \| \| 10.º \| Travis McCabe \| Floyd's Pro Cycling \| + 2 min 36 s \| \| |                    |                             |                  |
| |                    |                             |                  |
| Fuente: ProCyclingStats |                    |                             |                  |
| Clasificación general |                    |                             |                  |
| Ciclista | Ciclista           | Equipo                      | Tiempo           |
| 1.º | Benjamin Dyball    | Team Sapura Cycling         | 24 h 40 min 12 s |
| 2.º | Hernán Aguirre     | Interpro Cycling Academy    | + 27 s           |
| 3.º | Keegan Swirbul     | Floyd's Pro Cycling         | + 50 s           |
| 4.º | Vadim Pronskiy     | Vino-Astana Motors          | + 1 min 05 s     |
| 5.º | Nariyuki Masuda    | Japón                       | + 1 min 29 s     |
| 6.º | Nicolai Cherkasov  | Gazprom-RusVelo             | + 1 min 40 s     |
| 7.º | Sam Crome          | Team Ukyo                   | + 2 min 06 s     |
| 8.º | Alessandro Bisolti | Androni Giocattoli-Sidermec | + 2 min 28 s     |
| 9.º | Freddy Ovett       | Pro Racing Sunshine Coast   | + 2 min 31 s     |
| 10.º | Travis McCabe      | Floyd's Pro Cycling         | + 2 min 36 s     |

### 7.ª etapa
| Pantai Cenang - Pantai Cenang | etapa llana | (106,8 km) |

| \| Clasificación de la etapa \| Clasificación de la etapa \| Clasificación de la etapa \| Clasificación de la etapa \| Clasificación de la etapa \| \| Ciclista \| Ciclista \| Equipo \| Tiempo \| \| \| ------------------------- \| ------------------------- \| ---------------------------------- \| ------------------------- \| ------------------------- \| \| 1.º \| Simone Bevilacqua \| Neri Sottoli-Selle Italia-KTM \| 2 h 17 min 59 s \| \| \| 2.º \| Charálampos Kastrantás \| Brunei Continental \| + 0 s \| \| \| 3.º \| Craig Wiggins \| St George Continental Cycling Team \| + 0 s \| \| \| 4.º \| Michael Bresciani \| Bardiani CSF \| + 0 s \| \| \| 5.º \| Matteo Pelucchi \| Androni Giocattoli-Sidermec \| + 0 s \| \| \| 6.º \| Māris Bogdanovičs \| Interpro Cycling Academy \| + 0 s \| \| \| 7.º \| Youcef Reguigui \| Terengganu Inc-TSG Cycling Team \| + 0 s \| \| \| 8.º \| Travis McCabe \| Floyd's Pro Cycling \| + 0 s \| \| \| 9.º \| Mohd Harrif Saleh \| Terengganu Inc-TSG Cycling Team \| + 0 s \| \| \| 10.º \| Mamyr Stash \| Gazprom-RusVelo \| + 0 s \| \| |                        |                                    |                 |
| |                        |                                    |                 |
| Fuente: ProCyclingStats |                        |                                    |                 |
| Clasificación de la etapa |                        |                                    |                 |
| Ciclista | Ciclista               | Equipo                             | Tiempo          |
| 1.º | Simone Bevilacqua      | Neri Sottoli-Selle Italia-KTM      | 2 h 17 min 59 s |
| 2.º | Charálampos Kastrantás | Brunei Continental                 | + 0 s           |
| 3.º | Craig Wiggins          | St George Continental Cycling Team | + 0 s           |
| 4.º | Michael Bresciani      | Bardiani CSF                       | + 0 s           |
| 5.º | Matteo Pelucchi        | Androni Giocattoli-Sidermec        | + 0 s           |
| 6.º | Māris Bogdanovičs      | Interpro Cycling Academy           | + 0 s           |
| 7.º | Youcef Reguigui        | Terengganu Inc-TSG Cycling Team    | + 0 s           |
| 8.º | Travis McCabe          | Floyd's Pro Cycling                | + 0 s           |
| 9.º | Mohd Harrif Saleh      | Terengganu Inc-TSG Cycling Team    | + 0 s           |
| 10.º | Mamyr Stash            | Gazprom-RusVelo                    | + 0 s           |

| \| Clasificación general \| Clasificación general \| Clasificación general \| Clasificación general \| Clasificación general \| \| Ciclista \| Ciclista \| Equipo \| Tiempo \| \| \| --------------------- \| --------------------- \| --------------------------- \| --------------------- \| --------------------- \| \| 1.º \| Benjamin Dyball \| Team Sapura Cycling \| 26 h 58 min 11 s \| \| \| 2.º \| Keegan Swirbul \| Floyd's Pro Cycling \| + 50 s \| \| \| 3.º \| Vadim Pronskiy \| Vino-Astana Motors \| + 1 min 05 s \| \| \| 4.º \| Hernán Aguirre \| Interpro Cycling Academy \| + 1 min 07 s \| \| \| 5.º \| Nariyuki Masuda \| Japón \| + 1 min 29 s \| \| \| 6.º \| Nicolai Cherkasov \| Gazprom-RusVelo \| + 1 min 40 s \| \| \| 7.º \| Sam Crome \| Team Ukyo \| + 2 min 06 s \| \| \| 8.º \| Alessandro Bisolti \| Androni Giocattoli-Sidermec \| + 2 min 27 s \| \| \| 9.º \| Freddy Ovett \| Pro Racing Sunshine Coast \| + 2 min 31 s \| \| \| 10.º \| Travis McCabe \| Floyd's Pro Cycling \| + 2 min 36 s \| \| |                    |                             |                  |
| |                    |                             |                  |
| Fuente: ProCyclingStats |                    |                             |                  |
| Clasificación general |                    |                             |                  |
| Ciclista | Ciclista           | Equipo                      | Tiempo           |
| 1.º | Benjamin Dyball    | Team Sapura Cycling         | 26 h 58 min 11 s |
| 2.º | Keegan Swirbul     | Floyd's Pro Cycling         | + 50 s           |
| 3.º | Vadim Pronskiy     | Vino-Astana Motors          | + 1 min 05 s     |
| 4.º | Hernán Aguirre     | Interpro Cycling Academy    | + 1 min 07 s     |
| 5.º | Nariyuki Masuda    | Japón                       | + 1 min 29 s     |
| 6.º | Nicolai Cherkasov  | Gazprom-RusVelo             | + 1 min 40 s     |
| 7.º | Sam Crome          | Team Ukyo                   | + 2 min 06 s     |
| 8.º | Alessandro Bisolti | Androni Giocattoli-Sidermec | + 2 min 27 s     |
| 9.º | Freddy Ovett       | Pro Racing Sunshine Coast   | + 2 min 31 s     |
| 10.º | Travis McCabe      | Floyd's Pro Cycling         | + 2 min 36 s     |

### 8.ª etapa
| Dataran Lang - Kuah | etapa escarpada | (103,8 km) |

| \| Clasificación de la etapa \| Clasificación de la etapa \| Clasificación de la etapa \| Clasificación de la etapa \| Clasificación de la etapa \| \| Ciclista \| Ciclista \| Equipo \| Tiempo \| \| \| ------------------------- \| ------------------------- \| ---------------------------------- \| ------------------------- \| ------------------------- \| \| 1.º \| Marco Benfatto \| Androni Giocattoli-Sidermec \| 2 h 17 min 42 s \| \| \| 2.º \| Blake Quick \| St George Continental Cycling Team \| + 0 s \| \| \| 3.º \| Matteo Pelucchi \| Androni Giocattoli-Sidermec \| + 0 s \| \| \| 4.º \| Youcef Reguigui \| Terengganu Inc-TSG Cycling Team \| + 0 s \| \| \| 5.º \| Travis McCabe \| Floyd's Pro Cycling \| + 0 s \| \| \| 6.º \| Charálampos Kastrantás \| Brunei Continental \| + 0 s \| \| \| 7.º \| Umberto Marengo \| Neri Sottoli-Selle Italia-KTM \| + 0 s \| \| \| 8.º \| Zhiwen Chen \| Giant Cycling Team \| + 0 s \| \| \| 9.º \| Mamyr Stash \| Gazprom-RusVelo \| + 0 s \| \| \| 10.º \| Jonathon Noble \| Pro Racing Sunshine Coast \| + 0 s \| \| |                        |                                    |                 |
| |                        |                                    |                 |
| Fuente: ProCyclingStats |                        |                                    |                 |
| Clasificación de la etapa |                        |                                    |                 |
| Ciclista | Ciclista               | Equipo                             | Tiempo          |
| 1.º | Marco Benfatto         | Androni Giocattoli-Sidermec        | 2 h 17 min 42 s |
| 2.º | Blake Quick            | St George Continental Cycling Team | + 0 s           |
| 3.º | Matteo Pelucchi        | Androni Giocattoli-Sidermec        | + 0 s           |
| 4.º | Youcef Reguigui        | Terengganu Inc-TSG Cycling Team    | + 0 s           |
| 5.º | Travis McCabe          | Floyd's Pro Cycling                | + 0 s           |
| 6.º | Charálampos Kastrantás | Brunei Continental                 | + 0 s           |
| 7.º | Umberto Marengo        | Neri Sottoli-Selle Italia-KTM      | + 0 s           |
| 8.º | Zhiwen Chen            | Giant Cycling Team                 | + 0 s           |
| 9.º | Mamyr Stash            | Gazprom-RusVelo                    | + 0 s           |
| 10.º | Jonathon Noble         | Pro Racing Sunshine Coast          | + 0 s           |

## Clasificaciones finales
Las clasificaciones finalizaron de la siguiente forma:

### Clasificación general
| \| Clasificación general \| Clasificación general \| Clasificación general \| Clasificación general \| Clasificación general \| \| Ciclista \| Ciclista \| Equipo \| Tiempo \| \| \| --------------------- \| --------------------- \| ----------------------------- \| --------------------- \| --------------------- \| \| 1.º \| Benjamin Dyball \| Team Sapura Cycling \| 29 h 15 min 53 s \| \| \| 2.º \| Keegan Swirbul \| Floyd's Pro Cycling \| + 50 s \| \| \| 3.º \| Vadim Pronskiy \| Vino-Astana Motors \| + 1 min 05 s \| \| \| 4.º \| Hernán Aguirre \| Interpro Cycling Academy \| + 1 min 07 s \| \| \| 5.º \| Nariyuki Masuda \| Japón \| + 1 min 29 s \| \| \| 6.º \| Nicolai Cherkasov \| Gazprom-RusVelo \| + 1 min 40 s \| \| \| 7.º \| Sam Crome \| Team Ukyo \| + 2 min 06 s \| \| \| 8.º \| Alessandro Bisolti \| Androni Giocattoli-Sidermec \| + 2 min 27 s \| \| \| 9.º \| Freddy Ovett \| Pro Racing Sunshine Coast \| + 2 min 31 s \| \| \| 10.º \| Travis McCabe \| Floyd's Pro Cycling \| + 2 min 36 s \| \| \| 11.º \| Serghei Țvetcov \| Floyd's Pro Cycling \| + 2 min 42 s \| \| \| 12.º \| Luca Raggio \| Neri Sottoli-Selle Italia-KTM \| + 3 min 04 s \| \| \| 13.º \| Kent Main \| ProTouch \| + 3 min 25 s \| \| \| 14.º \| Nickolas Zukowsky \| Floyd's Pro Cycling \| + 3 min 50 s \| \| \| 15.º \| Jesse Ewart \| Team Sapura Cycling \| + 3 min 59 s \| \| |                    |                               |                  |
| |                    |                               |                  |
| Fuente: ProCyclingStats |                    |                               |                  |
| Clasificación general |                    |                               |                  |
| Ciclista | Ciclista           | Equipo                        | Tiempo           |
| 1.º | Benjamin Dyball    | Team Sapura Cycling           | 29 h 15 min 53 s |
| 2.º | Keegan Swirbul     | Floyd's Pro Cycling           | + 50 s           |
| 3.º | Vadim Pronskiy     | Vino-Astana Motors            | + 1 min 05 s     |
| 4.º | Hernán Aguirre     | Interpro Cycling Academy      | + 1 min 07 s     |
| 5.º | Nariyuki Masuda    | Japón                         | + 1 min 29 s     |
| 6.º | Nicolai Cherkasov  | Gazprom-RusVelo               | + 1 min 40 s     |
| 7.º | Sam Crome          | Team Ukyo                     | + 2 min 06 s     |
| 8.º | Alessandro Bisolti | Androni Giocattoli-Sidermec   | + 2 min 27 s     |
| 9.º | Freddy Ovett       | Pro Racing Sunshine Coast     | + 2 min 31 s     |
| 10.º | Travis McCabe      | Floyd's Pro Cycling           | + 2 min 36 s     |
| 11.º | Serghei Țvetcov    | Floyd's Pro Cycling           | + 2 min 42 s     |
| 12.º | Luca Raggio        | Neri Sottoli-Selle Italia-KTM | + 3 min 04 s     |
| 13.º | Kent Main          | ProTouch                      | + 3 min 25 s     |
| 14.º | Nickolas Zukowsky  | Floyd's Pro Cycling           | + 3 min 50 s     |
| 15.º | Jesse Ewart        | Team Sapura Cycling           | + 3 min 59 s     |

### Clasificación por puntos
| Clasificación por puntos | Clasificación por puntos | Clasificación por puntos           | Clasificación por puntos | Clasificación por puntos |
| Ciclista                 | Ciclista                 | Equipo                             | Puntos                   |                          |
| ------------------------ | ------------------------ | ---------------------------------- | ------------------------ | ------------------------ |
| 1.º                      | Travis McCabe            | Floyd's Pro Cycling                | 91 pts                   |                          |
| 2.º                      | Matteo Pelucchi          | Androni Giocattoli-Sidermec        | 68 pts                   |                          |
| 3.º                      | Mohd Harrif Saleh        | Terengganu Inc-TSG Cycling Team    | 62 pts                   |                          |
| 4.º                      | Marco Benfatto           | Androni Giocattoli-Sidermec        | 54 pts                   |                          |
| 5.º                      | Blake Quick              | St George Continental Cycling Team | 42 pts                   |                          |
| 6.º                      | Māris Bogdanovičs        | Interpro Cycling Academy           | 42 pts                   |                          |
| 7.º                      | Youcef Reguigui          | Terengganu Inc-TSG Cycling Team    | 40 pts                   |                          |
| 8.º                      | Clint Hendricks          | ProTouch                           | 35 pts                   |                          |
| 9.º                      | Paolo Simion             | Bardiani CSF                       | 33 pts                   |                          |
| 10.º                     | Craig Wiggins            | St George Continental Cycling Team | 32 pts                   |                          |

### Clasificación de la montaña
| Clasificación de la montaña | Clasificación de la montaña | Clasificación de la montaña | Clasificación de la montaña | Clasificación de la montaña |
| Ciclista                    | Ciclista                    | Equipo                      | Puntos                      |                             |
| --------------------------- | --------------------------- | --------------------------- | --------------------------- | --------------------------- |
| 1.º                         | Angus Lyons                 | Oliver's Real Food Racing   | 59 pts                      |                             |
| 2.º                         | Soon Young Kwon             | KSPO-Bianchi Asia           | 27 pts                      |                             |
| 3.º                         | Benjamin Dyball             | Team Sapura Cycling         | 25 pts                      |                             |
| 4.º                         | Hernán Aguirre              | Interpro Cycling Academy    | 22 pts                      |                             |
| 5.º                         | Marcus Culey                | Team Sapura Cycling         | 18 pts                      |                             |
| 6.º                         | Keegan Swirbul              | Floyd's Pro Cycling         | 16 pts                      |                             |
| 7.º                         | Nik Mohamad Azman Zulkifli  | Malasia                     | 12 pts                      |                             |
| 8.º                         | Vadim Pronskiy              | Vino-Astana Motors          | 12 pts                      |                             |
| 9.º                         | Daniel Savini               | Bardiani CSF                | 10 pts                      |                             |
| 10.º                        | Nariyuki Masuda             | Japón                       | 10 pts                      |                             |

### Clasificación por equipos
| Clasificación por equipos | Clasificación por equipos          | Clasificación por equipos | Clasificación por equipos |
| Equipo                    | Equipo                             | Tiempo                    |                           |
| ------------------------- | ---------------------------------- | ------------------------- | ------------------------- |
| 1.º                       | Floyd's Pro Cycling                | 87 h 54 min 20 s          |                           |
| 2.º                       | Sapura                             | + 1 min 08 s              |                           |
| 3.º                       | Vino-Astana Motors                 | + 4 min 59 s              |                           |
| 4.º                       | Team Ukyo                          | + 6 min 04 s              |                           |
| 5.º                       | Pro Racing Sunshine Coast          | + 15 min 49 s             |                           |
| 6.º                       | St George Continental Cycling Team | + 17 min 54 s             |                           |
| 7.º                       | ProTouch                           | + 18 min 17 s             |                           |
| 8.º                       | Gazprom-RusVelo                    | + 24 min 02 s             |                           |
| 9.º                       | Terengganu Inc-TSG Cycling Team    | + 27 min 18 s             |                           |
| 10.º                      | Bardiani CSF                       | + 30 min 45 s             |                           |

## Evolución de las clasificaciones
| Etapa                   | Vencedor                | Clasificación general | Clasificación por puntos | Clasificación de la montaña | Clasificación del mejor asiático | Clasificación por equipos |
| ----------------------- | ----------------------- | --------------------- | ------------------------ | --------------------------- | -------------------------------- | ------------------------- |
| 1.ª                     | Marcus Culey            | Marcus Culey          | Marcus Culey             | Angus Lyons                 | Grigoriy Shtein                  | Sapura                    |
| 2.ª                     | Mohd Harrif Saleh       | Marcus Culey          | Marcus Culey             | Angus Lyons                 | Kim Ji-Hun                       | Sapura                    |
| 3.ª                     | Travis McCabe           | Travis McCabe         | Travis McCabe            | Angus Lyons                 | Sofian Nabil Mohd Bakri          | ProTouch                  |
| 4.ª                     | Benjamin Dyball         | Benjamin Dyball       | Travis McCabe            | Angus Lyons                 | Vadim Pronskiy                   | Floyd's                   |
| 5.ª                     | Matteo Pelucchi         | Benjamin Dyball       | Travis McCabe            | Angus Lyons                 | Vadim Pronskiy                   | Floyd's                   |
| 6.ª                     | Matteo Pelucchi         | Benjamin Dyball       | Travis McCabe            | Angus Lyons                 | Vadim Pronskiy                   | Floyd's                   |
| 7.ª                     | Simone Bevilacqua       | Benjamin Dyball       | Travis McCabe            | Angus Lyons                 | Vadim Pronskiy                   | Floyd's                   |
| 8.ª                     | Marco Benfatto          | Benjamin Dyball       | Travis McCabe            | Angus Lyons                 | Vadim Pronskiy                   | Floyd's                   |
| Clasificaciones finales | Clasificaciones finales | Benjamin Dyball       | Travis McCabe            | Angus Lyons                 | Vadim Pronskiy                   | Floyd's                   |

## UCI World Ranking
El Tour de Langkawi otorgó puntos para el UCI World Ranking para corredores de los equipos en las categorías UCI WorldTeam, Profesional Continental y Equipos Continentales. Las siguientes tablas muestran el baremo de puntuación y los 10 corredores que obtuvieron más puntos:
| Posición              | 1.º | 2.º | 3.º | 4.º | 5.º | 6.º | 7.º | 8.º | 9.º | 10.º | 11.º | 12.º | 13.º | 14.º | 15.º | 16.º-30.º | 31.º-40.º |
| Clasificación general | 200 | 150 | 125 | 100 | 85  | 70  | 60  | 50  | 40  | 35   | 30   | 25   | 20   | 15   | 10   | 5         | 3         |
| Por etapa             | 20  | 10  | 5   |     |     |     |     |     |     |      |      |      |      |      |      |           |           |
| Líder                 | 5   |     |     |     |     |     |     |     |     |      |      |      |      |      |      |           |           |

| Clasificación |                    |                             |         |       |       |       |
| Posición      | Ciclista           | Equipo                      | General | Etapa | Líder | Total |
| ------------- | ------------------ | --------------------------- | ------- | ----- | ----- | ----- |
| 1.º           | Benjamin Dyball    | Sapura                      | 200     | 20    | 20    | 240   |
| 2.º           | Keegan Swirbul     | Floyd's                     | 150     | 5     | -     | 155   |
| 3.º           | Vadim Pronskiy     | Vino-Astana Motors          | 125     | -     | -     | 125   |
| 4.º           | Hernán Aguirre     | Interpro                    | 100     | 10    | -     | 110   |
| 5.º           | Nariyuki Masuda    | Selección de Japón          | 85      | -     | -     | 85    |
| 6.º           | Travis McCabe      | Floyd's                     | 35      | 35    | 5     | 75    |
| 7.º           | Nikolay Cherkasov  | Gazprom-RusVelo             | 70      | -     | -     | 70    |
| 8.º           | Sam Crome          | Ukyo                        | 60      | -     | -     | 60    |
| 9.º           | Matteo Pelucchi    | Androni Giocattoli-Sidermec | -       | 55    | -     | 55    |
| 10.º          | Alessandro Bisolti | Androni Giocattoli-Sidermec | 50      | -     | -     | 50    |